# 柠檬酸三甲酯
柠檬酸三甲酯（英語：trimethyl citrate）是一种有机化合物，化学式C9H14O7，可见于梅、孔雀草、万寿菊等物种。